# José Carioca

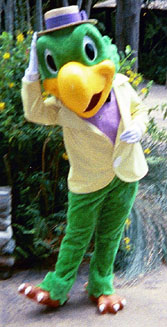
José Carioca på Walt Disney World Resort.

José Carioca (orig. José "Joe" Carioca) är en fiktiv antropomorfisk papegoja från Brasilien, som först förekommer i långfilmen Saludos Amigos från 1942 där han lär känna Kalle Anka.
Efternamnet "Carioca" är invånarnamnet för någon som kommer från staden Rio de Janeiro.

## Bakgrund
Samma år som debutåret gjorde han debut i dagsstrippsversionen av Silly Symphonies, tecknad av Bob Grant. Han spelade, tillsammans med Kalle och Panchito Pistoles, huvudrollen i uppföljaren till hans premiärfilm - Tre Caballeros. Efter denna film följde ett antal serier tecknade av Paul Murry och 1948 syntes han en tredje gång, och än så länge sista gången, på bioduken i Jag spelar för dig.
José blev dock ganska tidigt en allt mer sällsynt figur i de amerikanska disneyserierna, och hittills har han inte heller synts till i några fler filmer. När den europeiska produktionen av disneyserier kom igång under 1950-talet, var José frånvarande även i dessa. Enda undantaget är en mindre mängd nederländska serier. Detta har bidragit till att figuren har fallit i glömska i stora delar av Europa, däribland Sverige.
I Brasilien såg dock utvecklingen annorlunda ut. Den brasilianska utgivaren av disneyserier, Abril, började tidigt att producera egna serier, och i dessa kom José att, vid sidan av Kalle Anka, bli den oftast förekommande figuren - närmare 10 000 serier med honom har publicerats och han har även fått en egen serietidning.
På senare år har han dock även nordamerikanska och europeiska disneyläsare kommit att lära känna honom på nytt - dels genom två serier av Don Rosa - Tre caballeros kommer tillbaka från 2000 och Sju caballeros (minus fyra) vågade livet från 2005 - och dels genom TV-serierna Musses verkstad, Hos Musse och Musse Pigg.